# Пулл, Роберт
Роберт Пулл (Robert Pullen, также известный как Robert-le-Baube; его фамилию также пишут как Bullen, Le Poule, Poldi, Polenius, Pollen, Polenius, Pollenus, Pollet, Pulein, Pulle, Puley, Pulley, Poulain, Pullus, Pullan, Pullein, Pullen, Pullenus, Pully, de Puteaco) — католический церковный деятель XII века, самый ранний из известных ныне английских кардиналов. Сначала учился в Англии, затем продолжил в Парижском Университете у Гильома из Шампо. Преподавал философию и теологию в Оксфордском университете.
Возведён в ранг кардинала-священника Санти-Сильвестро-э-Мартино-ай-Монти на консистории 1142 года.